# Александър Матковски
Александър Матковски (на македонска литературна норма: Александар Матковски) е историк ориенталист от Северна Македония, доктор на историческите науки, академик на Македонската академия на науките и изкуствата.

## Биография
Роден е в 1922 година в градеца Крушево, тогава в Югославия. Става член на Югославската комунистическа партия. На 2 юни 1942 година е арестуван за комунистическа дейност и осъден на 10 години затвор, които прекарва в Скопие, Варна и Идризово. На 29 юли 1944 година успява да избяга от затвора и влиза в пета македонска ударна бригада. Завършва педагогическо училище в Скопие, висше педагогическо училище в 1949 година в Белград и в 1951 година история във Философския факултет на Скопския университет. Защитава докторска дисертация в 1957 година в Загребския университет. В 1961 година завършва ориенталска филология във Филологическия факултет на Белградски университет. Член е на Македонската академия на науките и изкуствата от 1985 година.

### Частична библиография
- Ѓурчин Кокалески (1775-1865), прилог кон прашањето за создавање на селска, сточарска трговска буржоазија во Македонија, Скопје 1957
- Хроника на земјотресот во Скопје, Скопје 1964
- Грбовите на Македонија, Скопје 1970
- Диетот-Крвнината, Скопје 1973
- Крепосништвото во Македонија, Скопје 1978
- Историја на Евреите во Македонија, Скопје 1983
- Отпорот во Македонија,-, Скопје 1983
- Македонскиот полк во Украина, Скопје 1983